# Grzegorz Wierczyński
Grzegorz Stanisław Wierczyński (ur. 1976) – polski prawnik, doktor habilitowany nauk prawnych, profesor nadzwyczajny Uniwersytetu Gdańskiego, specjalista w zakresie teorii prawa.

## Życiorys
W 2007 na podstawie napisanej pod kierunkiem Jerzego Zajadło rozprawy pt. Urzędowa publikacja aktu prawnego jako realizacja zasady jawności prawa uzyskał na Wydziale Prawa i Administracji Uniwersytetu Gdańskiego stopień naukowy doktora nauk prawnych w zakresie prawa, specjalność: teoria prawa. Tam też na podstawie dorobku naukowego oraz rozprawy pt. Udostępnianie informacji o prawie jako warunek skutecznej działalności prawotwórczej otrzymał w 2016 stopień doktora habilitowanego nauk prawnych w zakresie prawa, specjalność: teoria prawa.
Został profesorem nadzwyczajnym Uniwersytetu Gdańskiego na Wydziale Prawa i Administracji, gdzie od 2012 roku pełni funkcję kierownika Pracowni Informatyki Prawniczej. Wszedł w skład Komisji Dyscyplinarnej do spraw nauczycieli akademickich przy Radzie Głównej Nauki i Szkolnictwa Wyższego na kadencje 2017-2020 oraz 2021-2024. W styczniu 2020 został wybrany do Komitetu Nauk Prawnych PAN na kadencję 2020–2023.
Jest autorem publikacji na temat informatyki prawniczej oraz zasad tworzenia i ogłaszania prawa, w tym m.in. monografii Urzędowe ogłoszenie aktu normatywnego i Udostępnianie informacji o prawie jako warunek skutecznej działalności prawotwórczej, współautor podręczników System informacji prawnej w pracy sędziego oraz Informatyka prawnicza. Jest też autorem książki o Roscoe Poundzie. (Pound, Arche 2018). W latach 1999–2006 był członkiem zespołu redakcyjnego Systemu Informacji Prawnej LEX.
W 2016 otrzymał od prezydenta Miasta Sopotu nagrodę „Sopocka Muza” w dziedzinie nauka.